# Chlorocoma carenaria
Chlorocoma carenaria är en fjärilsart som beskrevs av Achille Guenée 1857. Chlorocoma carenaria ingår i släktet Chlorocoma och familjen mätare. Inga underarter finns listade i Catalogue of Life.